# Astrocronologia
A Astrocronologia consiste na datação de unidades sedimentares por meio da calibração com escalas astronômicas ajustadas, incluindo ciclos de Milankovic ou até mesmo ciclos de manchas solares. Quando combinada com a datação radiométrica, possibilita a resolução de escalas de tempo com um alto nível de precisão. Caso sejam detectados ciclos de precessão orbital, a margem de erro na datação pode ser reduzida a apenas 21.000 anos.

## Aplicações
As aplicações mais frequentes envolvem a determinação de datas para eventos de extinção e reorganizações climáticas, a análise das taxas de mudanças paleoambientais e paleobiológicas, além da correlação de rochas em grandes áreas. Essas pesquisas geraram dados fundamentais a respeito dos processos que formam os ambientes de superfície da Terra ao longo do tempo geológico. Por exemplo, cientistas, utilizando o conhecimento da astrocronologia cretácea e da paleobiologia rudista, estudaram o Torreites sanchezi, um molusco que viveu por mais de nove anos em um fundo do mar nos trópicos, em um local que hoje, 70 milhões de anos depois, é terra firme. A análise revelou que, para cada intervalo anual, foram encontradas 372 camadas diárias. No passado, os dias eram mais curtos. O resultado que demonstra que a Terra girava 372 vezes por ano em comparação com os 365 atuais, está disponível para o final do Cretáceo e pode ser utilizado para modelar a evolução do sistema Terra-Lua.